# 小肥羊

小肥羊旧版标志（海外分店仍使用）

小肥羊餐饮连锁有限公司（簡稱小肥羊，港交所除牌時0968.HK）曾经是中國最大的涮羊肉連鎖店企業，1999年由張鋼及陳洪凱在內蒙古創辦，2006年在中國大陸、澳門、香港及美國、加拿大和日本已開設逾721間分店，2006年營業額為57.5億元人民幣，跻身中國最有價值品牌500強。目前小肥羊由百勝中國持有并营运，海外门店则由张钢持有，以“快乐小羊”的名义营运，而中國大陸和香港則同時存有小肥羊和快樂小羊兩個品牌。

## 历史
成立于内蒙古包头市，内蒙古小肥羊餐饮连锁有限公司自1999年8月起，以经营特色火锅及特许经营为主业，兼营调味品研发及销售，上市前曾有700多家门店，后因收紧加盟而将门店数量缩至2007年5月的300余家。2008年6月小肥羊集团有限公司（“小肥羊”）在香港上市，是中国首家在香港上市的品牌餐饮企业。
2012年2月，百胜餐饮集团以协议计划方式私有化小肥羊的交易顺利完成。小肥羊从2月2日起正式在香港联交所除牌，并成为百胜餐饮集团旗下一个新的餐饮品牌，但此次收购后小肥羊在中国内地出现连续关店的现象，市场更迅速被新近崛起的海底捞等超越。  

## 快乐小羊

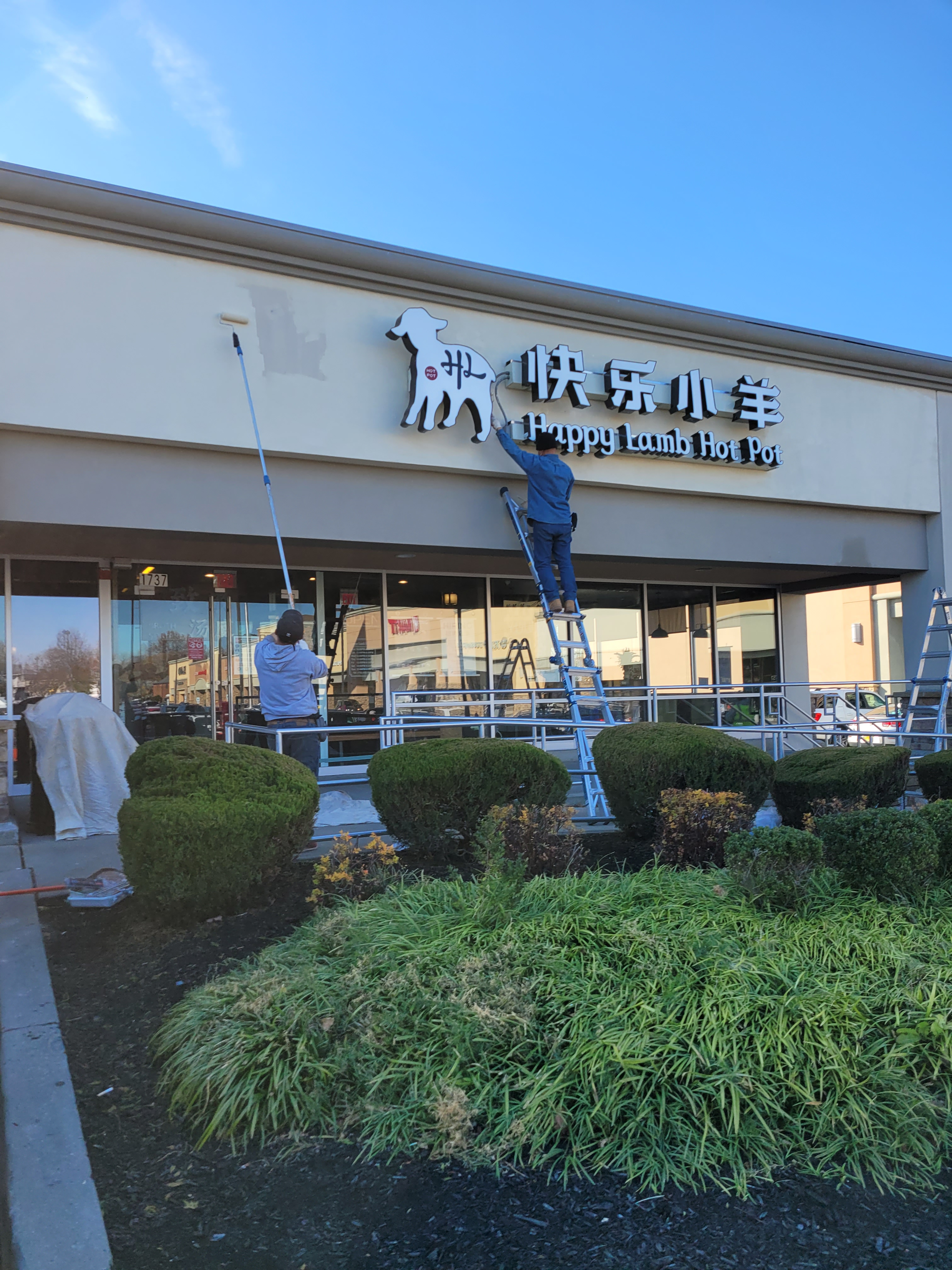
美国新泽西州爱迪生的一家快乐小羊门店

目前，小肥羊的餐饮连锁店已经进入美国、加拿大、日本、港澳等国家和地区。2016年开始，中国以外的小肥羊门店逐步更名为“快乐小羊”。“快乐小羊”是张钢因在“小肥羊”品牌被百胜收购后产生经营理念分歧、而新创立的独立羊肉火锅品牌。

## 商标
小肥羊于1999年开始向国家商标局多次提交“小肥羊”商标注册申请，均被以缺乏显著性而驳回。于此同时，国内出现成千的“小肥羊”仿冒者。2004年11月，根据新商标法，“小肥羊”被认定为驰名商标，为公司进一步维权提供了支持。2006年“小肥羊”被商标局正式认定为注册商标。小肥羊餐饮连锁有限公司为“小肥羊”商标的唯一合法使用者。

## 外部連結
- 小肥羊官方網站 （页面存档备份，存于）